# Дроздович, Язеп Нарцизович
Язе́п (Иосиф) Нарцизович Дроздо́вич (бел.  Язэп Нарцызавіч Драздовіч; 13 октября 1888, Пуньки, Дисненский уезд, Виленская губерния (ныне Глубокский район, Витебская область) — 15 сентября 1954, Подсвилье, Глубокский район, Витебская область) — белорусский живописец, график, скульптор, писатель, фольклорист, этнограф и археолог.

## Биография
Родился 13 октября 1888 года на хуторе Пуньки Глубокского района в бедной дворянской семье. В два года остался без отца, его и пятерых братьев воспитывала мать Юзэфа.
Учился в Виленской рисовальной школе (1906—1910) у профессора живописи И. Трутнева.
Служил в армии, работал учителем рисования в женской гимназии в Минске и как иллюстратор активно сотрудничал с журналами и газетами.
Язеп Дроздович умер 15 сентября 1954 года.

## Творчество
В 1910-х годах работает в книжной графике: «Белорусский календарь на 1910 год», «Курганная кветка» К. Буйло, «Школьны спеўнік» А. Гриневича, собственная книга «Вялікая шышка, або Вар'ят без вар'яцтва», иллюстрации к своей повести «Гарадольская пушча».
В конце 1910-х—начале 1920-х годов создал графическую серию памятников замковой архитектуры, воплотил образ белорусской природы в графических листах «Дисненщина».
В 1924 году художник находился в гостях у поэта Казимира Свояка и нарисовал несколько графических изображений из жизни в местечке Засвирь.
Среди живописных произведений (тематические картины, портреты, пейзажи) выделяются картины из жизни средневековой Полотчины, Скорининская серия (1940-е годы), рисунки из серии «Природа Белоруссии» (1940-е годы).
Автор скульптуры Ф. Скорины (1910-е), композиции «Плач Гориславы», портретов-барельефов матери и брата.
С 1920-х годов во время своих путешествий по Белоруссии Дроздович стал писать ковры.
Записывал народные песни, собирал и обрабатывал для словарей лексику народного языка.
В 1931 году издаёт популярную книгу по астрономии на белорусском языке «Небесные беги» и пишет графическую серию картин на космическую тему.
После войны, в 1949 году, Язеп Дроздович пытается безуспешно опубликовать свою монографию «Теория движения в космологическом значении».

## Память
- В городе Глубокое Витебской области открыта детская художественная школа имени Я. Дроздовича[2].
- В агрогородке Германовичи Шарковщинского района расположен художественно-этнографический музей имени Я. Н. Дроздовича.
- Именем Я. Дроздовича названы улицы в Минске, Орше, Молодечно, Новогрудке, Глубоком, Шарковщине, Радошковичах.
- В 1982 году на могиле Я. Дроздовича между деревнями Лепляны и Малыя Давыдки Глубокского района установлена стела с барельефом (скульптор А. Шатерник)[3].
- В 1993 году в Троицком предместье Минска был открыт памятник Я. Дроздовичу (скульптор И. Голубев, архитектор В. Марухин).
- В 1994 году была выпущена почтовая марка Беларуси, посвящённая Я. Дроздовичу.
- В 2011 году снят фильм «Земля и небо» (Беларусьфильм, режиссёр-документалист Ирина Волох), посвящённый Я. Дроздовичу.
- В 2012 году ко Дню белорусской письменности в Глубокое на Аллее знаменитых земляков был установлен бюст Язепу Дроздовичу[4] .
- В апреле 2013 года в Молодечно была проведена научно-краеведческая конференция «Дорогами Язепа Дроздовича».
- 20 сентября 2013 года Министерство связи и информатизации Республики Беларусь выпустило в обращение конверт с оригинальной маркой «Живопись. Я. Н. Дроздович»[5].
- К 130-й годовщине со дня рождения, 10 октября 2018 года, на месте рождения — бывшего хутора Пуньки Глубокского района, установлен памятный знак.
- В 2021 году в Дисне появился мурал с портретом Язэпа Дроздовича[6].
- В 2018 году по решению Витебского облисполкома могила Язепа Дроздовича (1954 года) была признана историко-культурной ценностью —  Историко-культурная ценность Республики Беларусь, шифр 213Д000942.